# Видеоэссе
Видеоэссе — это эссе, представленное в формате видеозаписи или короткого фильма, вместо привычного письменного произведения. Фокус в видеоэссе смещается с предмета исследования на сам мыслительный процесс, сопутствующий исследованию. Получило особое распространение с появлением таких видеохостингов, как YouTube и Vimeo.

## Литературные истоки эссе
Появление жанра эссе принято связывать с книгой «Опыты» (фр. Essais) французского философа XVI века Мишеля де Монтеня. «Опыты» представляют собой трехтомник, состоящий из 107 рассуждений на самые разные темы: от дружбы и добродетели до каннибалов и большого пальца руки. Как замечает сам Монтень еще во вступительном абзаце:
...содержание моей книги — я сам, а это отнюдь не причина, чтобы ты отдавал свой досуг предмету столь легковесному и ничтожному. Прощай же!
Иными словами, Монтень прямым текстом пишет, что предмет его текста — вовсе не те темы, которые вынесены в названия глав («О дружбе», «О добродетели», «О каннибалах», «О большом пальце руки»), а он сам. Фокус автора текста (в широком смысле этого слова) на самом себе стал основным принципом эссеистики. Говорить можно о чем угодно, главное — пропустить это что-то через себя.
В англоязычную литературу жанр эссе вошел благодаря Фрэнсису Бэкону. Он читал Монтеня и, подражая ему, называл свои труды эссе.
Возрождение эссе как литературного жанра пришлось на XX век. Эссе писали Герберт Уэллс, Бернард Шоу, Джордж Оруэлл, Андре Моруа, Жан-Поль Сартр, Умберто Эко, и многие другие. Философ Теодор Адорно в тексте «Эссе как форма» подчеркивает, что важность эссе заключается в том, что оно не стремится к однозначному выводу и не претендует на окончательную истину. Вместо этого эссе оставляет пространство для размышления как для автора, так и для читателя. Именно форма эссе, по его мнению, способна выразить сложность и многогранность мысли и мыслительного процесса.

## Фильм-эссе
Несмотря на то, что попытки описать жанр эссе в кино появились лишь в 1990-е годы, многие теоретики находят истоки этого явления в значительно более ранних эпохах. Например, считается, что в советской монтажной школе можно выделить черты эссеистики. Так, в фильме Дзиги Вертова «Человек с киноаппаратом» происходит разоблачение иллюзии кино: подчеркивается ее сконструированность, — черта, характерная для многих современных видеоэссе. В работах Сергея Эйзенштейна (в особенности в неосуществленной экранизации «Капитала» Маркса) тоже иногда усматривают эссеистические элементы: обилие метафор и ассоциативный монтаж создают намек на материальность и «сделанность» фильма. Тем не менее в этих фильмах отсутствует то, что позволяло бы назвать их фильмами-эссе в полной мере, — хоть сколько-нибудь артикулированная личная позиция автора. Для советской монтажной школы первостепенной задачей было укрепление режима и его идеологическое закрепление в обществе. Подобная цель исключала выход автора и его мнения на первый план, что делает невозможным отнесение фильмов этой эпохи к жанру эссе.
В статье 1940 года «Фильм-эссе: новый тип документального кино» немецкий режиссер и аниматор Ханс Рихтер выделяет фильм-эссе как подвид документального кино. Он называет фильмами-эссе те документальные фильмы, которые имеют своим предметом то, что нельзя представить простой последовательностью кадров. Целью фильмов-эссе становится «визуализация мыслей на экране», поэтому, по его мнению, «режиссер может использовать все, что существует и все, что можно изобрести, — лишь бы это служило цели донести до зрителей основную идею». Этим текстом Рихтер не только описывает явление эссеистики в кино, но и задает вектор его развития, к которому, сознательно или нет, будут прибегать все последующие практики и теоретики этой формы.
Важным шагом в развитии идеи фильмов-эссе стал текст Александра Астрюка «Камера-перо». Этот текст стал основополагающим для дальнейшего становления политики авторов в Cahiers du Cinéma — главном журнале французской новой волны, основанном Андре Базеном. Идея «Камеры-пера» заключалась в том, что камера может (и должна) стать прямым продолжением мысли автора-режиссера, также, как ручка является продолжением автора-писателя:
…кинематограф находится в поисках формы, которая позволит ему стать языком настолько точным, что мысль можно будет писать прямо на плёнку, минуя грузные ассоциативные сопоставления, которые так любит немое кино.
Несмотря на то, что это идея стала важной для всей французской новой волны, особенно ярко она отразилась в фильмах режиссеров левого берега: Аньес Варды, Криса Маркера и Алена Рене. Работы Криса Маркера часто считают основопологающими для дальнейшего становления видеоэссеистики. Его фильмы совмещают кадры, снятые самим Маркером, с архивными съемками. Подобное смешение и заимствование материалов является важной эстетической чертой современной видеоэссеистики. Маркер также сопровождает свои фильм аудио-текстом: написанный им текст обычно читают другие люди, но в нем все-равно слышны личные рассуждения и мнение автора.
Знаковым фильмом для видеоэссеистики стал фильм Орсона Уэллса «Ф как фальшивка». В своем последнем завершенном фильме Уэллс рассказывает историю о фальсификаторах картин, перемежая этот рассказ своими фокусами и рассуждениями — как о фальсификаторах, так и о фокусах. Этому фильм посвящено видеоэссе YouTube-канала Every Frame a Painting (во многом именно этому каналу принадлежит заслуга популяризации жанра на видеохостингах). Авторы подчеркивают, что фильм Уэллса можно воспринимать как учебник: в нем он раскрыл все секреты монтажа и построения нарратива в фильмах-эссе.

## Становление видеоэссе
Одна из первых попыток теоретизировать форму эссе в кино была предпринята Филипом Лопате в статье «В поисках кентавра: фильм-эссе» (1991). В этой статье автор выделяет следующие черты, которые, по его мнению, присущи фильмам-эссе:
1. в фильме-эссе должны быть слова, представленные в формате текста: произносимого, в форме субтитров или интертитров;
2. текст должен представлять единый голос;
3. текст должен представлять собой попытку говорящего выработать некую логическую линию рассуждения о проблеме;
4. текст должен передавать большее, чем просто информацию, он должен передавать ярко выраженное личное мнение:
5. язык текста должен быть как можно более красноречивым, хорошо прописанным и интересным.

Лопате настаивает, что именно текст является ключевым для фильма-эссе, визуальный ряд сам по себе не может полноценно выполнять функцию текста.
В статье 2010 года «О происхождении видеоэссе» Джон Бресланд спорит с Лопате, справедливо замечая, что статья была написана на заре зарождения интернета, в эпоху, когда создание фильмов и их распространение было доступно далеко не всем. С появлением доступных компьютеров, видеокамер, бесплатных программ для монтажа и видеохостингов, а также благодаря повсеместному распространению интернета, ситуация кардинально изменилась. Бресланд предлагает использовать термин «видеоэссе» вместо «фильма-эссе», поскольку принципиально поменялась технология производства и потребления изображений: теперь необязательно снимать фильм на пленку, а посмотреть изображения можно с любого экрана, а не только через проектор. Благодаря доступности техники для съемки и монтажа фильмы-эссе трансформировались в видеоэссе.
Видеоэссеистика тесно связана с кинокритической работой. Многие из наиболее известных сейчас видеоэссеистов и каналов, создающих видеоэссе, начинали с анализа конкретных фильмов, режиссеров, киноприемов. Среди них — Когонада, Кевин Б. Ли, Хлоя Галибер-Лене, Every Frame a Painting и многие другие.
В 2014 году был основан академический журнал [in]Transition: Journal of Videographic Film & Moving Image Studies, посвященный изучению движущихся изображений и звука. Особенность этого журнала заключается в том, что он состоит не только, и не столько из текстов, сколько из видеоэссе, посвященных исследованию теме. Таким образом, журнал поощряет изучать медиум через сам медиум.
Начиная с 2017 года, авторитетный британский журнал Sight and Sound выпускает ежегодную подборку лучших видеоэссе года.

## Видеоэссе в России
В России видеоэссе приобрели популярность благодаря YouTube-каналу стримингового сервиса Кинопоиск. Их эссе посвящены анализу отдельных фильмов, карьерам актеров и режиссеров, различным явлениям в кино (например, «плохое кино» или документальное кино), а также тому, как кино работает: как используется музыка, цвет, или с помощью каких приемов передаются эмоции.
Наиболее пристальным изучением видеоэссе как феномена занимается Максим Селезнев. Он писал статьи для таких изданий, как Искусство кино, Cineticle, Сеанс, и многих других.
В мае 2024 года в Санкт-Петербурге прошел первый в России Фестиваль видеоэссе и видеопоэзии. Фестиваль был организован объединением авторов БЛИ(К).